# Ramón González Expósito
Ramón González Expósito, noto semplicemente come Ramón (Malagón, 25 novembre 1974), è un ex calciatore spagnolo, di ruolo difensore.

## Carriera

### Club
Ha giocato nella prima divisione spagnola.

### Nazionale
Nel 1991 ha vinto gli Europei Uner-16 e successivamente ha partecipato alla prima edizione dei Mondiali Under-17, nei quali la sua nazionale è stata finalista perdente. Nel 1994 ha invece partecipato agli Europei Under-21.